# Julian Cope
Julian Cope (* 21. října 1957) je anglický hudebník (multiinstrumentalista). Narodil se ve vesnici Deri na jihozápadě Walesu, kde žili prarodiče z matčiny strany. Dětství však strávil v anglickém městě Tamworth. V roce 1978 založil skupinu The Teardrop Explodes, která se o čtyři roky později rozpadla a Cope se začal věnovat vlastní kariéře. Své první sólové album nazvané World Shut Your Mouth vydal roku 1984 a později následovala řada dalších.

## Sólová diskografie
Studiová alba
- World Shut Your Mouth (1984)
- Fried (1984)
- Saint Julian (1987)
- My Nation Underground (1988)
- Skellington (1990)
- Droolian (1990)
- Peggy Suicide (1991)
- Jehovahkill (1992)
- Rite (1993)
- Autogeddon (1994)
- 20 Mothers (1995)
- Interpreter (1996)
- Rite² (1997)
- Odin (1999)
- An Audience with the Cope 2000 (2000)
- Discover Odin (2001)
- Rite Now (2002)
- Rome Wasn't Burned in a Day (2003)
- Citizen Cain'd (2005)
- Dark Orgasm (2005)
- Rite Bastard (2006)
- You Gotta Problem with Me (2007)
- Black Sheep (2008)
- Julian Cope Presents The Unruly Imagination (2009)
- The Jehovacoat Demos (2011)
- Psychedelic Revolution (2012)
- Woden (2012)
- Revolutionary Suicide (2013)